# Собор Святой Агнии (Киото)
Собор Святой Агнии — англиканская церковь, находящаяся в городе Киото, Япония. Церковь является кафедральным собором англиканской епархии Киото.
Церковь была построена в 1898 году на территории кампуса женского университета Хэйан по проекту архитектора Джеймса Гардинера. Первоначально она была освящена в честь Святой Троицы. В 1923 году была переименована в церковь святой Агнии.
В 1985 году храм был внесён в реестр культурного наследия города Киото.